# Adolf von Wien
Adolf von Wien (lateinisch Adolfus Viennensis) war ein Dichter des frühen 14. Jahrhunderts mit Wirkungsstätte im namengebenden Wien.
Sein einziges bekanntes Werk ist der Doligamus, ein Gedicht in lateinischer Sprache über die Treulosigkeit der Frauen; der Titel bedeutet etwa „Weibertücke“. Im Akrostichon des Prologs nennt der Dichter seinen Namen: Adolfus me fecit („Adolf hat mich verfasst“). Am Schluss des Gedichts gibt er für die Abfassung das Datum 1315 an, und weiters identifiziert er sich als einen Schüler des Magisters Ulrich von St. Stephan zu Wien (Bürgerschule zu St. Stephan). Sonst ist über ihn nichts bekannt.
Der Doligamus umfasst insgesamt 691 Verse, davon sind die meisten Distichen. Der erste Teil des Gedichts (v. 1–482) besteht aus einem Prolog und neun Geschichten (fabulae), die hauptsächlich von Ehebruch handeln. Der zweite Teil ist eine satirische Schmährede gegen die Frauen. Der Doligamus ist in 13 Handschriften aus dem 14. und 15. Jahrhundert überliefert, darunter je eine in der Österreichischen Nationalbibliothek in Wien (Cod. 4264), in der Kantonsbibliothek St. Gallen (VadSlg Ms. 455), in der Beinecke Rare Book and Manuscript Library (Beinecke MS 462) und in der Universitätsbibliothek Lund (Medeltidshandskrift 64).

## Werkausgaben
- Adolfo di Vienna: Doligamus. Gli inganni delle donne. Herausgegeben von Paola Casali. Sismel, Florenz 1997, ISBN 88-87027-08-0 (kritische Edition mit italienischer Übersetzung)
- Leseausgabe in: Thomas Wright (Hrsg.), A Selection of Latin Stories 8, London 1843, 174–191 (online)